# Шантосо
Шантосо (фр. Champtoceaux) насеље је и општина у западној Француској у региону Лоара, у департману Мен и Лоара која припада префектури Шоле.
По подацима из 2011. године у општини је живело 2387 становника, а густина насељености је износила 153,6 становника/km². Општина се простире на површини од 15,54 km². Налази се на средњој надморској висини од 71 метар (максималној 86 m, а минималној 2 m).

## Демографија
| 1962. | 1968. | 1975. | 1982. | 1990. | 1999. | 2011. |
| ----- | ----- | ----- | ----- | ----- | ----- | ----- |
| 1.100 | 1.169 | 1.252 | 1.384 | 1.524 | 1.748 | 2.387 |

График промене броја становника у току последњих година